# Bedő Pál (unitárius püspök)
Bölöni Bedő Pál (1650 – 1690. november 6.) unitárius lelkész, erdélyi magyar unitárius püspök 1689-től a következő évben bekövetkezett haláláig.

## Élete
Székely nemes előkelő családból származott. A kolozsvári iskola seniora volt, majd 1672 májusában külföldre indult Bölöni Benkő Sámuel és Dálnoki Nagy János társaságában. 1672. augusztus 17-től Marburgban, 1672. július 6-tól Odera-Frankfurtban, 1673 végén Brémában tanult. 1676. március 5-én tért vissza Kolozsvárra, ahol 1676-77-ben tanítóként dolgozott, 1680-ban pappá szentelték. 1689. január 19-én a dicsőszentmártoni zsinaton püspökké választották.

## Munkái
1686-ban héber nyelvből lefordította Jokhánán könyörgését. Kéziratban több könyörgése maradt.